# Abbasqulu Bakıxanov

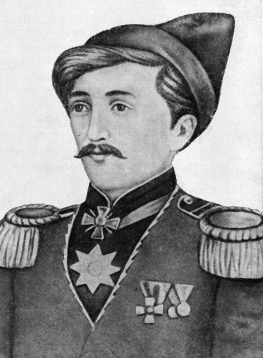
Abbasqulu Bakıxanov

Abbasqulu Ağa Bakıxanov (aserbaidschanisch Abbasqulu ağa Bakıxanov Qüdsi; * 4. Juni 1794 in Baku; † 1847 in Dschidda) war ein aserbaidschanischer Dichter, Schriftsteller, Wissenschaftler, Philosoph und Übersetzer. Abbasqulu Ağa Bakıxanov, der einer der Gründer des realistischen Trends in der aserbaidschanischen Literatur des 19. Jahrhunderts war, hat mit seinem Werk Gulustani-Iram das Fundament der dortigen Geschichtswissenschaft gelegt.
Er schrieb Gedichte in aserbaidschanischer, arabischer und persischer Sprache unter dem Pseudonym Gudsi. Er war einer der Gründer der wissenschaftlichen und literarischen Vereinigung namens Gulustan in Guba (1835). In den Jahren 1820 bis 1830 nahm er während des Wehrdienstes in der Zaristischen Armee an der Unterzeichnung des Friede von Gulistan (1813) und des Friede von Turkmantschai (1828) als Übersetzer teil.

## Lebensbeschreibung

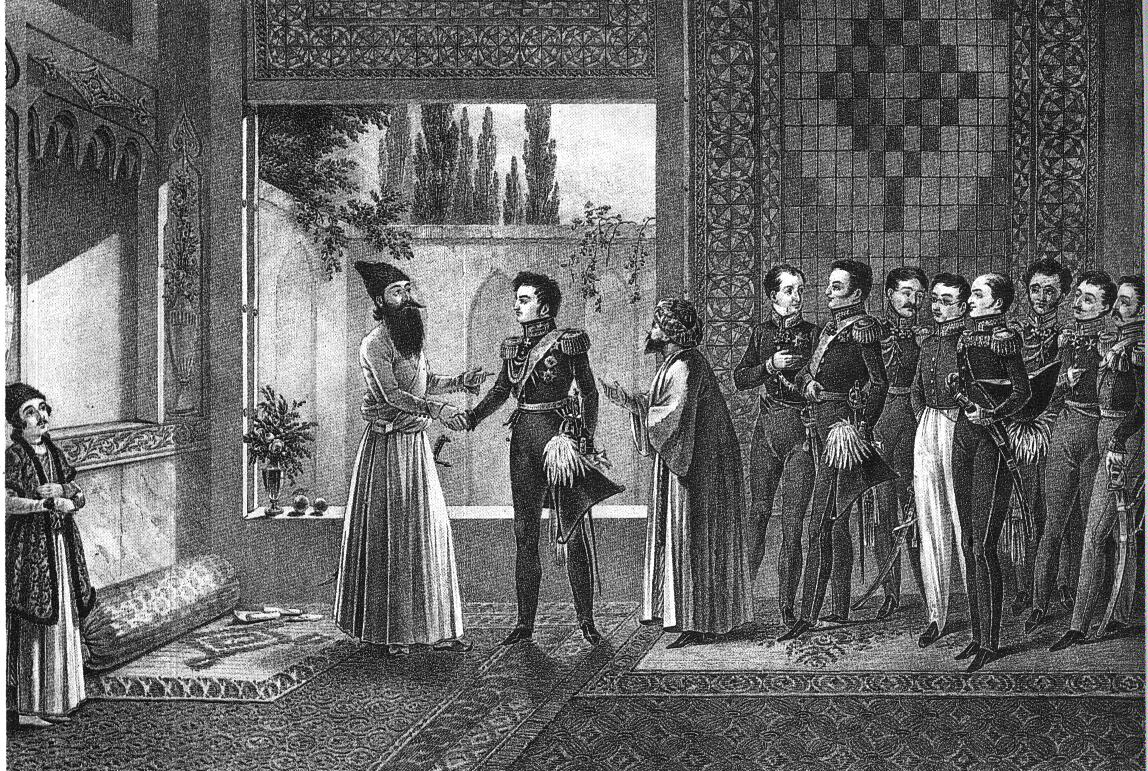
Abbas Mirza traf sich mit General Iwan Fjodorowitsch Paskewitsch. Bakıxanov als Übersetzer war bei diesem Treffen anwesend.

Abbasqulu Ağa Bakıxanov wurde am 4. Juni 1794 im Dorf Amirjan (früher Khila) der Stadt Baku in einer reichen Familie geboren. Sein Vater war II Mirzə Məhəmməd Xan, Nachkomme der Baku–Khane, seine Mutter war dessen Frau Sofiya, die Georgierin war und den Islam angenommen hatte. Er lebte bis zum Alter von acht Jahren in Baku und verbrachte seine Kindheit in den Dörfern Əmircan, Balaxanı und Maştağa des Bezirkes Abşeron.
1802 wurde sein Vater von seinem Vetter Hüseynqulu Xan im Kampf um den Thron besiegt und lebte nach dieser Niederlage gezwungenermaßen im Dorf Amsar des Bezirkes Quba, das ihm früher von seinem Onkel Fətəli Xan geschenkt worden war. Abbasqulu Xan lebte dort bis 1819 und setzte seine Ausbildung fort. Dort lernte er Arabisch und Persisch und las viele literarische Werke in diesen Sprachen. Er versuchte, neben den orientalischen Sprachen Literatur, Theologie und Philosophie zu erlernen.
Im Jahr 1819 kam Bakixanov auf Einladung des damaligen Chefrichters des Kaukasus, General Alexei Petrowitsch Jermolow, nach Tbilisi. Dort wurde er als  Übersetzer für orientalische Sprachen in der Hauptmilitärabteilung Kaukasus eingestellt und arbeitete 26 Jahre als Übersetzer. Die Umgebung von Tbilisi sowie die Treffen mit europäischen und russischen Dichtern und Intellektuellen hinterließen einen bleibenden Eindruck. Er lernte dort A.S. Griboyedov kennen, der die erste Version seiner Werke las. Der deutsche Dichter Friedrich von Bodenstedt, der zu dieser Zeit in der Stadt Tbilisi lebte, schätzte in seinem Werk Tausend und ein Tag im Orient die Kreativität von Abbasqulu Bakıxanov.
Im Jahre 1826 heiratete Bakikhanov Səkinə. Er war befreundet mit den Dichtern Alexander Sergejewitsch Gribojedow, Friedrich von Bodenstedt, Fazil Xan Şeyda, Mirza Schaffy Wazeh, Mirzə Fətəli Axundov und anderen. Er war im Jahr 1827 in Süd-Aserbaidschan. In den Jahren 1833 und 1834 lebte er in Warschau und St. Petersburg und lernte die Familie des russischen Dichters Alexander Sergejewitsch Puschkin kennen. 1835 kehrte er nach Quba zurück und gründete die literarische Gemeinschaft Gulustan.